# 篠山藩

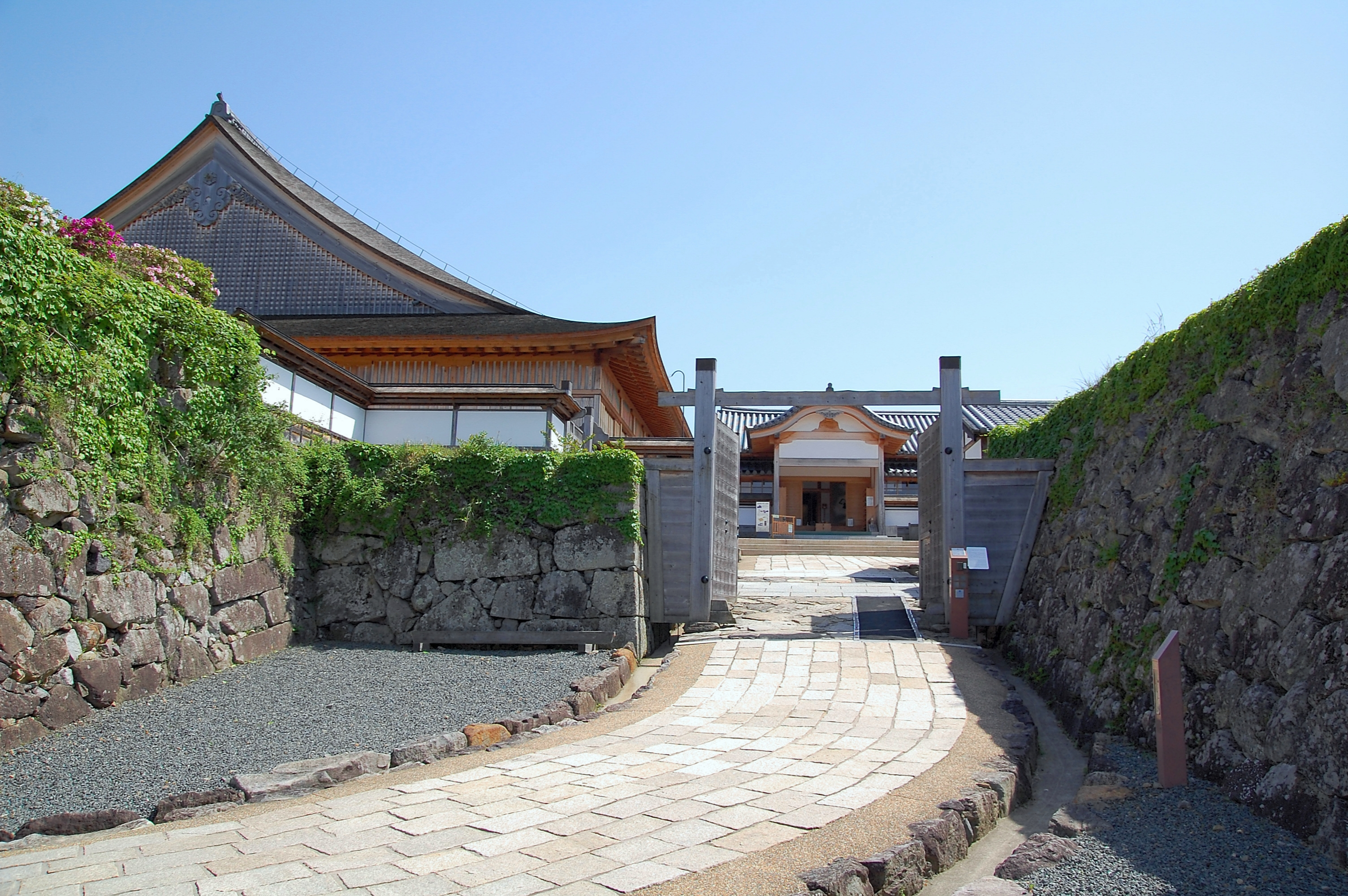
再建された篠山城

篠山藩（ささやまはん）は、丹波国（現在の兵庫県丹波篠山市北新町城内）に存在した藩。藩庁は篠山城。

## 藩史

### 松井松平家時代

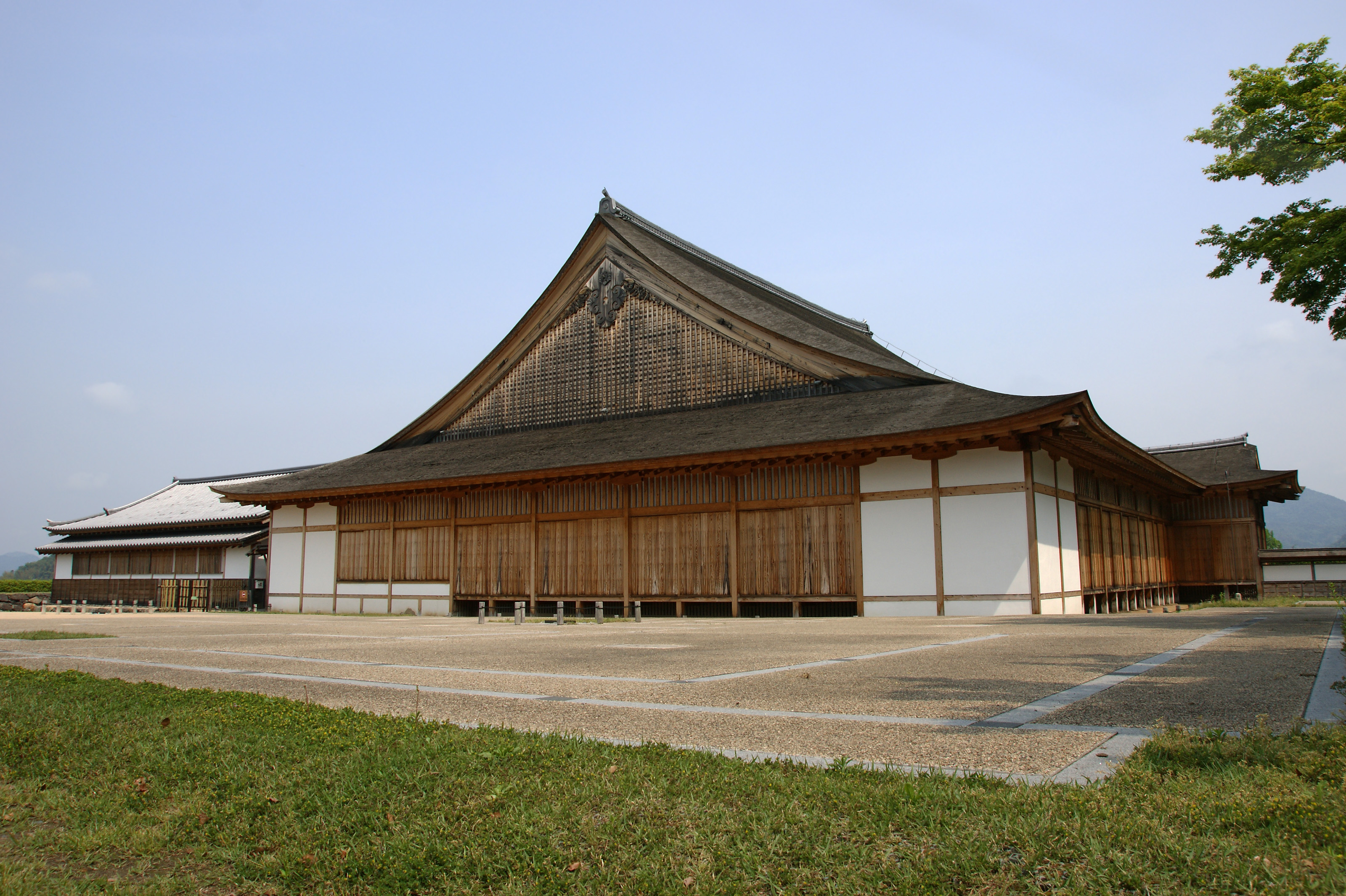
篠山城大書院

慶長14年（1609年）、山陰道の要衝である篠山盆地に城を築くことによって、大坂の豊臣氏をはじめとする西国諸大名のおさえとする理由から、畿内近国や山陽道・山陰道・南海道における15カ国20大名の賦役により篠山城が築城され、同年末に同地を領していた松井松平康重が丹波国八上から政庁を移し、八上藩から篠山藩へと移行した。康重は、藩政の基礎を固めたが、元和5年（1619年）7月19日に和泉岸和田藩5万石へ移封された。

### 藤井松平家時代
代わって上野高崎藩5万石より藤井松平信吉（徳川家康の異父妹の子）が5万石で入ったが、信吉は翌年の元和6年（1620年）8月1日に死去した。その後を継いだ第2代藩主・松平忠国は、越後村上藩主・村上忠勝など改易された大名の預かりや丹波福知山藩の城番などを務めた。また、藩政においても検地の実施や城下町の整備、社寺の建設、文化振興などを行った。
その後、忠国は慶安2年（1649年）7月4日に播磨明石藩7万石へ移封された。

### 形原松平家時代

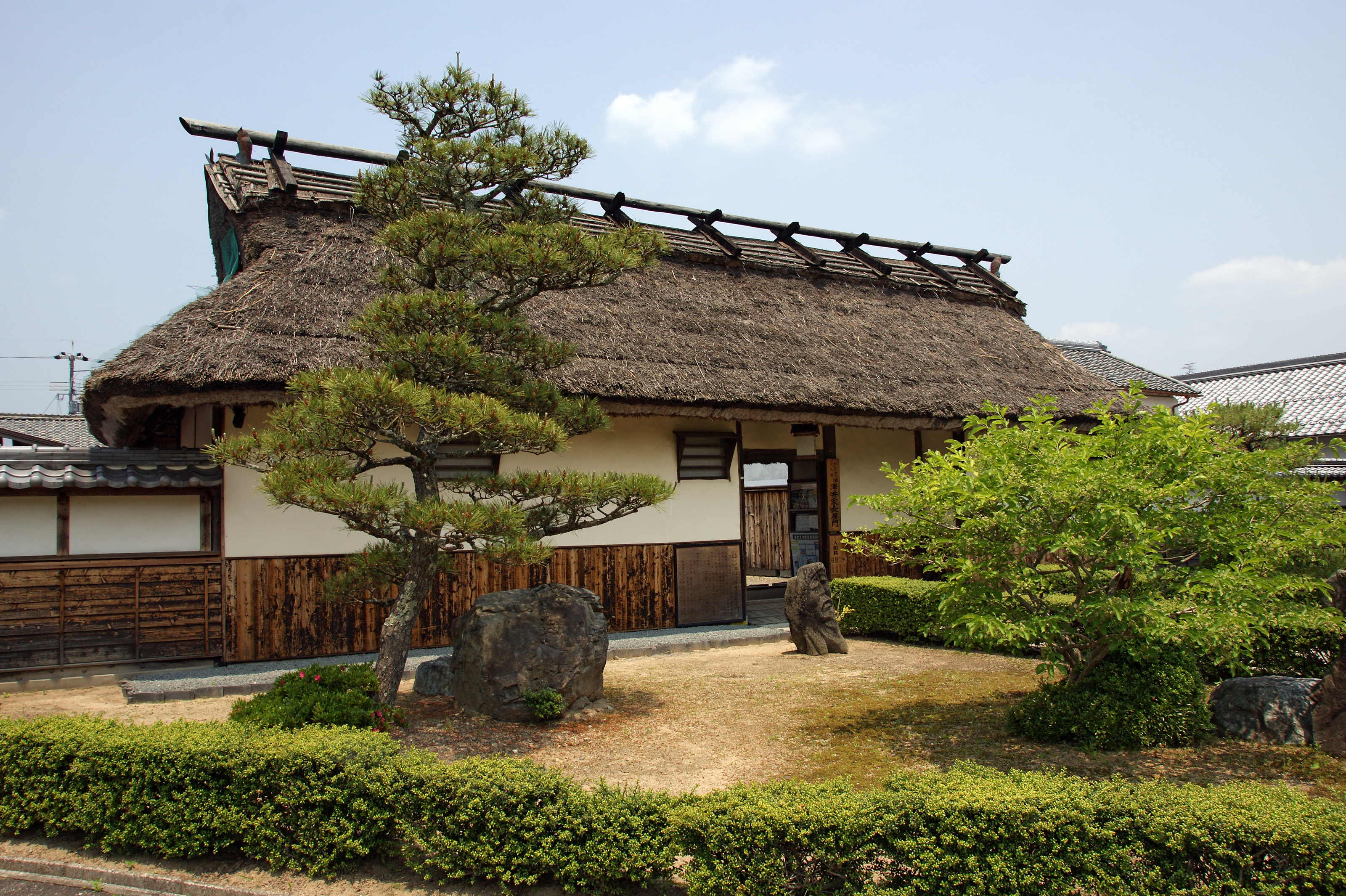
篠山藩の歴史資料を展示する篠山市立青山歴史村

代わって摂津高槻藩3万6,000石より形原松平康信が5万石で入る。康信は、4年にわたる検地を実施して郷村制度を確立し、さらに在地勢力である土豪を一掃した。康信の後は松平典信、松平信利と続いたが、前者は在職3年、後者は在職4年という短命な藩主であった。
第4代藩主・松平信庸（康信の孫）は聡明といわれる藩主で、2代・3代と若死にしていたために混乱していた藩政を再建した。また、松崎蘭谷や万尾時春らを招聘して文化の興隆に努め、篠山藩の全盛期を確立した。幕政においても京都所司代、老中などを歴任した。
しかし、その後を継いだ第5代藩主・松平信岑は暗愚といわれ、折りしも享保の大飢饉と重なって米価が昂騰し、強訴が発生したにもかかわらず、苛酷な重税を強いたため、藩内では百姓一揆が相次いだ。遂には延享4年（1747年）に百姓から中傷されたことが発端となり、翌年の寛延元年（1748年）8月3日、丹波亀山藩へ移封となった。

### 青山家時代
丹波亀山藩主だった青山忠朝が5万石で入れ替わる形で篠山藩主となった。その後、藩主家を青山家として明治時代まで続いた。忠朝は寺社奉行や大阪城代を務めた。
第2代藩主・青山忠高は儒学者を登用して藩校・振徳堂を建設し、藩士の教育と文化発展に努める一方、不作などにより百姓一揆も発生した。第4代藩主・青山忠裕は藩校を増築、さらに忠裕が奏者番、寺社奉行、京都所司代、大阪城代を歴任し、さらに老中を三十年間も務めた功績から、文政10年（1827年）5月7日に遠江に1万石を加増された。第5代藩主・青山忠良もまた幕末期の混乱の中で寺社奉行や老中を務めたが、阿部正弘追放の企てに失敗し失脚した。
この当時の藩政では、藩内の産業は稲作以外に見るべきものがなかったために藩財政も領民も困窮し、領民の中には近隣の京・大阪に出稼ぎに出る者やそのまま戻らない者も少なくなかった。青山氏はこうした人口流出（耕作労働力の低下）を恐れて出稼ぎを制限し、さらに財政再建のために徴税の強化や新税の制定を頻繁に行ったことなどから、明和8年（1771年）、万延元年（1860年）、明治2年（1869年）には大規模な一揆が起こっている。小規模な一揆、打ちこわしを合わせると、青山氏時代の一揆は20件を越えると言われている。なお、一揆に対しては藩が一揆側の要求を呑むことも少なくなかったと言われている。
第4代藩主の忠裕は市原清兵衛ら農民の直訴を受け、農民が副業として冬季に灘などの摂津国方面の酒造業の盛んな地に杜氏として出稼ぎに行くことを認めた。 忠裕はまた殖産興業策として、京焼の陶工である欽古堂亀祐を招いて窯を開かせている。
篠山藩の藩財政が苦しかったことを示すものとして、最末期の明治3年（1870年）12月末における藩の借財は、28万1329両であったと言われている。
慶応4年（1868年）に戊辰戦争が勃発した当時、最後の第6代藩主・青山忠敏は江戸詰で不在にしており、歴代藩主が幕閣を務めた家柄であったが、藩論は佐幕・勤王派に分裂した。しかし、山陰道鎮撫総督西園寺公望率いる新政府軍の篠山への進軍に直面すると、筆頭家老らが連署して新政府への恭順を誓い、許された。忠敏は明治2年（1869年）の版籍奉還により篠山藩知事に任ぜられ、同年に遠江国にあった藩領が静岡藩に移された徳川家達の所領に組み込まれたため、代替地として丹波・但馬国内で1万石を与えられた。
明治4年（1871年）7月14日の廃藩置県により篠山藩は廃され、篠山県となる。さらに同年11月には篠山県も廃され豊岡県に編入、明治9年（1876年）8月には兵庫県に編入された。
なお、藩庁であった篠山城の現存建築遺構として、城門が市内の金照寺山門として移築保存されている。

## 歴代藩主

### 松平〔松井〕家
- 譜代 - 5万石 （1608年 - 1619年）

| 代 | 氏名                         | 官位・官職       | 就封                                           | 在任期間                                         | 前藩主との続柄・備考                       |
| -- | ---------------------------- | ---------------- | ---------------------------------------------- | ------------------------------------------------ | ------------------------------------------ |
| 1  | 松平康重 まつだいら やすしげ | 従四位下・周防守 | 常陸笠間藩3万石より 丹波八上藩5万石 として入封 | 慶長14年（1608年）9月 - 元和5年（1619年）7月19日 | 松井松平康親の長男 和泉岸和田藩5万石へ移封 |

### 松平〔藤井〕家
- 譜代 - 5万石 （1619年 - 1649年）

| 代 | 氏名                         | 官位・官職              | 就封                        | 在任期間                                          | 前藩主との続柄・備考                    |
| -- | ---------------------------- | ----------------------- | --------------------------- | ------------------------------------------------- | --------------------------------------- |
| 1  | 松平信吉 まつだいら のぶよし | 従五位下・安房守 伊豆守 | 上野高崎藩 5万石より入封    | 元和5年（1619年）10月 - 元和6年（1620年）8月1日   | 桜井松平忠吉の長男 藤井松平信一の婿養子 |
| 2  | 松平忠国 まつだいら ただくに | 従五位下・山城守        | 遺領相続 （父の死去により） | 元和6年（1620年）8月1日 - 慶安4年（1649年）7月4日 | 先代の長男 播磨明石藩7万石へ加増移封    |

### 松平〔形原〕家
- 譜代 - 5万石 （1649年 - 1748年）

| 代 | 氏名                         | 官位・官職              | 就封                        | 在任期間                                               | 前藩主との続柄・備考                   |
| -- | ---------------------------- | ----------------------- | --------------------------- | ------------------------------------------------------ | -------------------------------------- |
| 1  | 松平康信 まつだいら やすのぶ | 従四位下・若狭守        | 摂津高槻藩 3万6千石より入封 | 慶安2年（1649年）7月4日 - 寛文9年（1669年）9月28日     | 形原松平家信の次男                     |
| 2  | 松平典信 まつだいら すけのぶ | 従五位下・駿河守        | 家督相続 （父の隠居により） | 寛文9年（1669年）9月28日 - 寛文12年（1672年）11月20日  | 先代の長男                             |
| 3  | 松平信利 まつだいら のぶとし | 従五位下・若狭守 主膳正 | 遺領相続 （父の死去により） | 寛文12年（1672年）11月20日 - 延宝4年（1676年）11月28日 | 先代の次男                             |
| 4  | 松平信庸 まつだいら のぶつね | 従四位下・紀伊守 侍従   | 遺領相続 （兄の死去により） | 延宝5年（1677年）2月6日 - 享保4年（1717年）5月10日     | 先代の弟 先々代（2代藩主・典信）の三男 |
| 5  | 松平信岑 まつだいら のぶみね | 従四位下・佐渡守 紀伊守 | 遺領相続 （父の死去により） | 享保4年（1717年）6月27日 - 寛延元年（1748年）8月3日    | 先代の長男 丹波亀山藩5万石へ移封       |

### 青山家
- 譜代 - 5万石→6万石 （1748年 - 1871年）

| 代 | 氏名                       | 官位・官職                | 就封                          | 在任期間                                             | 前藩主との続柄・備考                                        |
| -- | -------------------------- | ------------------------- | ----------------------------- | ---------------------------------------------------- | ----------------------------------------------------------- |
| 1  | 青山忠朝 あおやま ただとも | 従四位下・伯耆守 因幡守   | 丹波亀山藩 5万石より入封      | 寛延元年（1748年）8月3日 - 宝暦10年（1760年）7月15日 | 分家の摂津尼崎藩主・青山幸督の次男                          |
| 2  | 青山忠高 あおやま ただたか | 従五位下・下野守          | 遺領相続 （叔父の死去により） | 宝暦10年（1760年）9月8日 - 天明元年（1781年）6月24日 | 先代の甥 分家の丹後宮津藩主・青山幸秀の七男                 |
| 3  | 青山忠講 あおやま ただつぐ | 従五位下・伯耆守          | 家督相続 （父の隠居により）   | 天明元年（1781年）6月24日 - 天明5年（1785年）7月18日 | 先代の次男                                                  |
| 4  | 青山忠裕 あおやま ただやす | 従四位下・因幡守 下野守   | 遺領相続 （兄の死去により）   | 天明5年（1785年）9月10日 - 天保6年（1835年）7月16日  | 先代の弟 先々代（2代藩主・忠高）の三男 1万石加増により6万石 |
| 5  | 青山忠良 あおやま ただなが | 従四位下・因幡守 下野守   | 家督相続 （父の隠居により）   | 天保6年（1835年）7月16日 - 文久2年（1862年）2月29日  | 先代の四男                                                  |
| 6  | 青山忠敏 あおやま ただゆき | 従四位下・因幡守 左京大夫 | 家督相続 （父の隠居により）   | 文久2年（1862年）2月29日 - 明治4年（1871年）7月14日  | 先代の次男                                                  |

## 幕末の領地
- 丹波国
  - 多紀郡 - 104村（全域）
  - 桑田郡のうち - 56村
  - 船井郡のうち - 12村
  - 何鹿郡のうち - 4村
  - 天田郡のうち - 2村（綾部藩に編入）
- 但馬国
  - 朝来郡のうち - 16村
- 摂津国
  - 武庫郡のうち - 3村
- 遠江国
  - 榛原郡のうち - 10村（静岡藩に編入）
  - 城東郡のうち - 14村（同上）